# Susan Kay
Susan Kay (* 1952 in Manchester) ist eine britische Schriftstellerin. 
Sie erreichte große Popularität mit ihrem biographischen Roman Das Phantom, der illustren Lebensgeschichte von Erik, dem verrückt-genialen Charakter aus Gaston Leroux’ Das Phantom der Oper.
Der Roman ist als Episodengeschichte angelegt, in sieben Kapiteln mit Tagebuchauszügen der verschiedenen Protagonisten, Eriks Mutter, Erik selbst, Giovanni, ein Charakter kreiert von Susan Kay, Nadir Khan, besser bekannt als der Perser, sowie Christine und auch Raoul.
Kay interessiert sich besonders für das Persien des 19. Jahrhunderts und reiste auch in den Iran, um für Nadirs Anteil in der Geschichte zu recherchieren.
Ihr erster Roman war Die Königin (englischer Originaltitel Legacy) und behandelt das Leben von Königin Elizabeth.

## Werke in deutscher Sprache
- Die Königin, Fischer Frankfurt 2005, ISBN 3-596-16828-7
- Das Phantom, Fischer Frankfurt 2005, ISBN 3-596-16892-9
- Letters for Sarah (Novelle)